# Anemone (Hepatica)
|  | Der findes to planteslægter med det danske navn Anemone. For slægten med det latinske navn Anemone, se Anemone. |
Anemone (Hepatica) er en slægt af planter, der er udbredt i Europa, Asien og Nordamerika. Det er stauder med regelmæssige, syvtallige blomster og grundstillede, vintergrønne blade. Slægten blev af Linné beskrevet som en del af slægten Anemone, men den blev udskilt på grund af morfologiske forskelle - Hepatica har grønne, bægerbladlignende højblade under blomsten, hvad Anemone ikke har. Nyere DNA-undersøgelser indikerer, at slægten   (sammen med Pulsatilla)  må inkluderes under Anemone for at denne slægt udgør en monofyletisk gruppe. Her omtales kun de arter, der er vildtvoksende i Danmark, eller som dyrkes her.
| Arter |

- Blå anemone (Hepatica nobilis)
- Ungarsk anemone (Hepatica transsilvanica)